# خانه جنب مسجد جامع ب
خانه جنب مسجد جامع ب مربوط به سده‌های متاخر دوران‌های تاریخی پس از اسلام است و در شهرستان کهگیلویه، بخش مرکزی، شهر دهدشت، بافت تاریخی، جنب مسجد جامع واقع شده و این اثر در تاریخ ۷ خرداد ۱۳۸۷ با شمارهٔ ثبت ۲۲۹۷۸ به‌عنوان یکی از آثار ملی ایران به ثبت رسیده است.